# Parteivorstand
Ein Parteivorstand ist in Deutschland das Leitungsorgan einer politischen Partei und ähnelt einem Vereinsvorstand. Gemäß § 11 Absatz 3 des Parteiengesetzes führt er die Geschäfte der Partei und vertritt sie gerichtlich und außergerichtlich.
Der Parteivorstand führt die Beschlüsse des Parteitags und ggf. anderer Parteiorgane durch und verabschiedet selbst auch Beschlüsse zu wichtigen politischen Themen sowie zu organisatorischen Angelegenheiten. Parteisatzungen sehen oft vor, dass er den Parteitag einberuft und dessen Tagesordnung und Tagungsleitung vorschlägt. Meist stellt der Parteivorstand auf Parteitagen inhaltliche Leitanträge und legt Entwürfe für das Parteiprogramm und für Wahlprogramme vor.
Da Parteien gemäß § 7 des Parteiengesetzes in Verbände auf verschiedenen politischen Ebenen gegliedert sind (v. a. Bundesverband, Landesverbände, Kreisverbände), existiert auf jeder Ebene ein für den jeweiligen Verband zuständiger Parteivorstand. Ein Parteivorstand auf Bundesebene wird häufig als Bundesvorstand bezeichnet, einer auf Landesebene häufig als Landesvorstand.

## Mitglieder des Parteivorstandes
Der Parteivorstand besteht aus mehreren Mitgliedern, die vom Parteitag gemäß § 11 Absatz 1 Satz 1 des Parteiengesetzes auf höchstens zwei Jahre gewählt werden. In der Regel sitzt oder sitzen dem Parteivorstand ein Parteivorsitzender oder mehrere gleichberechtigte Parteivorsitzende vor. Als weitere Mitglieder gehören dem Parteivorstand häufig stellvertretende Parteivorsitzende, ein Generalsekretär, ein Schatzmeister und mehrere Beisitzer an.
In einigen Parteien hat der Parteivorstand gemäß § 11 Absatz 2 des Parteiengesetzes weitere Mitglieder, die nicht vom Parteitag gewählt werden, sondern ihm kraft anderer Ämter anhören. So sitzen im CDU-Bundesvorstand, soweit sie CDU-Parteimitglieder sind, bspw. der Bundeskanzler, der Präsident des Deutschen Bundestages und der Vorsitzende der CDU/CSU-Bundestagsfraktion.

## Besonders relevante Parteivorstände
Die Bundesvorstände der im Bundestag (mit mehr als zwei Abgeordneten) vertretenden Parteien sind:
- der SPD-Parteivorstand,
- der CDU-Bundesvorstand,
- der Bundesvorstand von Bündnis 90/Die Grünen,
- der FDP-Bundesvorstand,
- der Parteivorstand von Die Linke und
- der AfD-Bundesvorstand.

Die CSU ist nur in Bayern tätig und hat keinen Bundesvorstand, sondern den CSU-Parteivorstand.

## Parteipräsidium
Aus der Mitte des Parteivorstandes kann gemäß § 11 Absatz 4 des Parteiengesetzes ein Parteipräsidium, auch geschäftsführender Parteivorstand genannt, gebildet werden. Dieser besteht üblicherweise aus den wichtigsten Funktionären der Partei wie dem oder den Parteivorsitzenden, den stellvertretenden Parteivorsitzenden und weiteren Mitgliedern. Seine Aufgabe besteht darin, die Beschlüsse des Parteivorstandes durchzuführen, und er dient zur raschen Beratung, insbesondere von tagespolitischen Themen, sowie zur Vorbereitung wichtiger Entscheidungen.